# Vanessa Villante
Vanessa Francesca Antonella Villante-Fitzgerald es un personaje ficticio de la exitosa serie de televisión australiana Neighbours, interpretada por la actriz Alin Sumarwata del 14 de marzo del 2012 hasta el 24 de septiembre del 2013. El 4 de marzo del 2015 Alin regresó a la serie brevemente durante las celebraciones del aniversario número 30 de "Neighbours".
En octubre del 2015 se anunció que Alin regresaría a la serie el 10 de noviembre del mismo año.

## Biografía
Vanessa llega por primera vez a la cuadra cuando va al bar de Charlie, ahí conoce a Lucas Fitzgerald, toman unos tragos y van a casa de Lucas, donde tiene relaciones. Al día siguiente Vanessa conoce al compañero de Lucas, Lou Carpenter y le prepara el desayuno.
Un mes después Vanessa regresa a la calle Ramsay buscando a Lucas, esta vez conoce a Sonya Mitchell quien la invita a tomar una taza de té, ahí Vanessa comienza a preguntarle a Sonya acerca de Lucas cuando Sonya le pregunta la razón de sus preguntas Vanessa le dice que es porque tiene algo de él. Cuando Lucas regresa a su casa ve a Vanessa esperándolo y le dice que está embarazada de él. Aunque Vanessa le dice a Lucas que no espera nada de él le deja su número y se va, más tarde Lucas la llama y le pregunta si el bebé es de él lo cual molesta a Vanessa. 
Poco después Vanessa da su solicitud de empleo para trabajar en  el Hotel Lassiter's y es entrevistada por Paul Robinson sin embargo más tarde Paul le dice que no obtuvo el trabajo y cuando ella le pregunta porqué él le dice que la razón es porque ya sabía que estaba embarazada luego de que Lucas le contara, lo cual molesta a Vanessa quien termina reclamándole a Lucas.
Cuando Kate Ramsay descubre a Vanessa durmiendo en su coche la invita a mudarse a su casa, ella acepta y poco después consigue un trabajo en la tienda de Harold. Poco después Sonya le da a Vanessa algunos libros sobre embarazo. Cuando Vanessa casi se desmaya Kate le dice que vaya al hospital ahí es tratada por el doctor Rhys Lawson, sin embargo cuando se entera de que Rhys ha estado hablando de ella Vanessa molesta le dice que se aleje de ella. Más tarde Vanessa termina con Rhys cuando este la culpa de haber destruido su carrera luego de que Vanessa le dijera a la doctora y Jessica Girdwood que su mano no estaba totalmente recuperada luego de enterarse de que Rhys realizaría una operación, poco después termina con él.
Cuando su madre Francesca visita Erinsborough Vanessa y Lucas pretenden ser una pareja y su madre le dice a Vanessa que deberían de casarse y por miedo a decirle la verdad decide aceptar su sugerencia. Sin embargo el día de la boda Vanessa se retracta y deja a Lucas en el altar durante sus votos lo que lo deja destrozado, Francesca le exige a su hija saber la verdad y cuando Vanessa le dice todo Francesca le dice que la decepcionó y que no es más parte de la familia. Cuando Vanessa encuentra los votos de Lucas se da cuenta de que él en realidad la ama y le dice a Sonya que no deja de pensar en él. Luego durante una plática con Lucas, Vanessa le dice que le gustaría que su madre Francesca estuviera con ella el día del nacimiento de su hijo, por lo que Lucas sin decirle a Vanessa decide ir a buscarla.
Sin embargo ese mismo día Vanessa comienza a sentir contracciones y es llevada al hospital donde Rhys la acompaña y poco después da a luz a su hijo. Minutos después del nacimiento le revela que nunca dejó de amarla y le propone matrimonio y Vanessa acepta. Cuando Vanessa ve a su mamá en el hospital se sorprende, su madre le dice que Lucas fue a buscarla Francesca también le dice a su hija que Lucas es un buen hombre, poco después Vanessa se reconcilia con su madre y más tarde Vanessa y Lucas deciden llamar a su hijo Patrick Fitzgerald. 
Poco después la enfermera Georgia Brookes descubre algo mal con el bebé y le avisa a Rhys quien después de realizar un chequeo descubre que Patrick tiene un problema en el corazón lo cual deja devastados a Vanessa y Lucas. Vanessa decide terminar su compromiso con Rhys para así enfocarse solamente en la salud de su hijo, poco después le dice a Rhys que se mude ya que no lo amaba. Cuando Sonya le dice a Vanessa que Lucas la amaba, Vanessa lo confronta y Lucas le confiesa que es verdad, poco después los niveles de oxígeno de Patrick disminuyen por lo que tiene que ser intervenido quirúrgicamente y después de una horas Patrick sale bien de la cirugía y finalmente Vanessa y Lucas pueden llevarlo a casa.
Cuando la exnovia de Lucas, Stephanie Scully regresa a Erinsborough, Vanessa se pone celosa y poco después se molesta cuando Lucas le dice que tiene cáncer de testículo, pero cuando descubre que Lucas le había contado a Steph sobre el diagnóstico antes que a ella, queda dolida. Cuando Steph secuestra a Patrick, Lucas y Vanessa se desesperan pero Lucas logra rescatarlo y le pide perdón a Vanessa por no haberle hecho caso antes, poco después le pide matrimonio y ella acepta. Cuando Lucas regresa a trabajar colapsa y después de ser admitido en el hospital Karl le dice que la masa era una consecuencia de la cirugía de cáncer que había tenido y que iba a estar bien.
Lucas y Vanessa hablan de vender la casa 32 pero Vanessa cambia de parecer cuando Lauren Turner le dice que quiere otro hijo, sin embargo sin saberlo Lucas compra un apartamento Lassiter's y cuando le cuenta a Vanessa, ella le dice que no lo acepte pero Paul se rehúsa a cancelar el trato lo que obliga a Lucas y a Vanessa a vender la casa. Más tarde la pareja descubre que están esperando otro bebé. Poco después Vanessa y Lucas se casan en Charlie's rodeados de sus amigos y se van de luna de miel a Daylesford, después de regresar del viaje Vanessa y Lucas reciben ofertas para comprar su departamento en el hotel Lassiter's y para el garaje, ambos comienzan a pensar en vivir en el campo y poco después deciden mudarse de Erinsborough y vivir en Daylesford.
El 4 de marzo del 2015 Vanessa y Lucas regresan a Erinsborough para asistir al festival y llevan con ellos a la pequeña Sebastiana, cuando se encuentran con Toadie y Chris, le revelan que están esperando a su tercer bebé.